# Proces Solvay
Proces Solvay este principalul procedeu industrial de sinteză chimică al carbonatului de sodiu (sodă de rufe). A fost dezvoltat în forma sa modernă de către Ernest Solvay în timpul anilor 1860. Ingredientele pentru acest proces sunt ușor de obținut și ieftine: clorură de sodiu, obținută din saramură, direct din apele sărate, și calcarul, obținut prin minare. Producția mondială de sodă de rufe în 2005 era estimată la 42 milioane de tone.

## Procese chimice

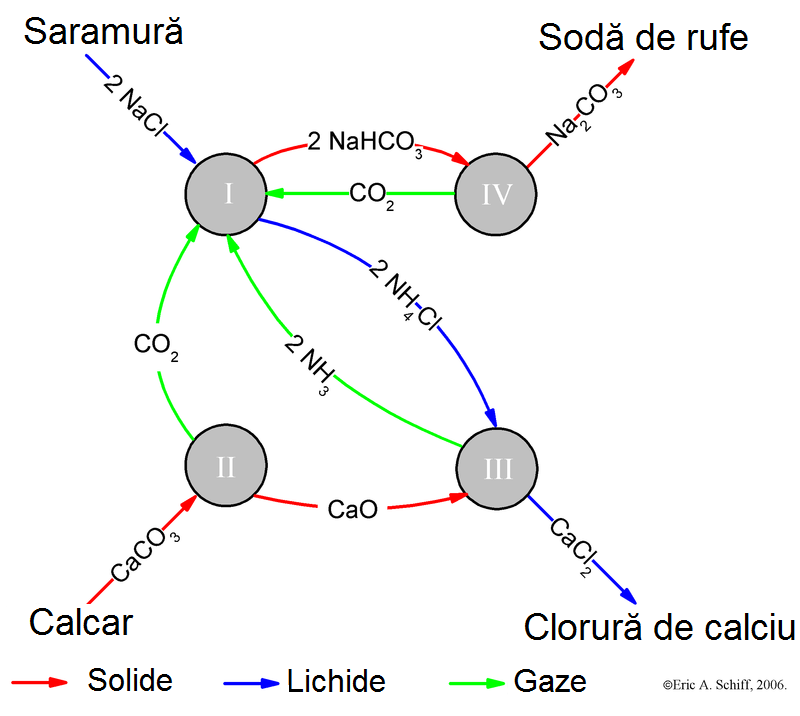
Schemă a procesului Solvay și a reacțiilor chimice implicate

Procesul Solvay are ca scop obținerea de sodă de rufe (predominant carbonat de sodiu, Na2CO3) plecând de la saramură (o sursă de clorură de sodiu, NaCl) și calcar (o sursă de carbonat de calciu, CaCO3). Procesul principal, la nivel teoretic, este:
{\displaystyle {\ce {{2NaCl}+ {CaCO3}-> {Na2CO3}+ {CaCl2}}}}

### Etape
În realitate, implementarea aceste reacții presupune unele procese mai complexe. O descriere simplificată ia în considerare patru reacții chimice diferite.
În prima etapă a procesului, dioxidul de carbon (CO2) este trecut printr-o soluție apoasă concentrată de clorură de sodiu (NaCl) și amoniac (NH3):
{\displaystyle {\ce {(1)}}}{\displaystyle {\ce {{NaCl}+ {CO2}+ {NH3}+ {H2O}-> {NaHCO3}+ {NH4Cl}}}}
Amoniacul necesar pentru prima etapă, fiind un catalizator, este preluat dintr-o etapă ulterioară. Dioxidul de carbon necesar pentru reacția (1) este produs prin calcinarea calcarului la 950–1100 °C. Carbonatul de calciu (CaCO3) din calcar este parțial transformat în var nestins, sau oxid de calciu (CaO) și dioxid de carbon:
{\displaystyle {\ce {(2)}}}{\displaystyle {\ce {{CaCO3}-> {CO2}+ {CaO}}}}
Bicarbonatul de sodiu (NaHCO3) care precipită în reacția (1) este filtrat de soluția fierbinte de clorură de amoniu (NH4Cl), iar soluția de clorură se pune în reacție cu varul nestins (CaO) rămas de la calcinarea calcarului din etapa (2).
{\displaystyle {\ce {(3)}}}{\displaystyle {\ce {{2NH4Cl}+ {CaO}-> {2 NH3}+ {CaCl2}+ {H2O}}}}
CaO conferă un caracter puternic bazic soluției prin formarea de var stins, Ca(OH)2. Amoniacul obținut în reacția (3) este folosit în reacția (1).
Bicarbonatul de sodiu (NaHCO3) rămas în urma filtrării este transformat în carbonatul de sodiu (Na2CO3), prin calcinare (la 160–230 °C), obținându-se și apă și dioxid de carbon:
{\displaystyle {\ce {(4)}}}{\displaystyle {\ce {{NaHCO3}-> {Na2CO3}+ {H2O}+ {CO2}}}}